# Astragalus pseudofragrans
Astragalus pseudofragrans är en ärtväxtart som beskrevs av C.C.Towns. Astragalus pseudofragrans ingår i släktet vedlar, och familjen ärtväxter. Inga underarter finns listade i Catalogue of Life.